# Melitta Berg
Melitta Berg (* 21. März 1939 in Singen/Hohentwiel; bürgerlich Melitta Killenberger ) ist eine ehemalige deutsche Schlagersängerin, die Ende der 1950er Jahre kurzzeitig bekannt war.

## Leben
Melitta Berg wuchs in Singen (Hohentwiel) unweit des Bodensees auf. Als Kind trat sie mit dem örtlichen Männergesangverein auf. 1956 beteiligte sie sich beim Nachwuchswettbewerb Schlager und Chansons des Südwestfunks. Daraufhin bekam sie einen Plattenvertrag. Ihre ersten Aufnahmen waren Die Glocken von Cornwall und Ich muß dich wiederseh’n, aber erst mit ihrer dritten Single Ob er mich noch liebt… / Dario kam sie in die Hitparaden. 1959 hatte sie schließlich mit Nur du, du, du allein, einer deutschsprachigen Coverversion des Hits To Know Him Is to Love Him der Teddy Bears, ihren durchschlagenden Erfolg als Schlagersängerin. Auch die beiden Folgetitel konnten sich noch in den Hitparaden platzieren. 1962 nahm sie auch den Titel Eine Rose aus Santa Monica auf, doch hatte damit Carmela Corren einen Hit. Da ihr weitere Erfolge als Sängerin versagt blieben, zog sie sich aus dem Showgeschäft zurück.
Anschließend machte sie eine Ausbildung als Altenpflegerin und übte diesen Beruf bis zu ihrem Ruhestand aus.

## Erfolgstitel
- 1958 – Die Glocken von Cornwall / Ich muß dich wiederseh’n
- 1958 – Tröste mich, Peter / Das wäre wunderbar
- 1958 – Ob er mich noch liebt… / Dario
- 1959 – Nur du, du, du allein (To Know Him Is to Love Him) / Wo ist das Land (Wiederveröffentlichung 1988)
- 1959 – Die Liebe zu dir (Geh’ ich alleine durch die Straßen)* / Wunderbar
- 1959 – Unser Wiedersehn (Good bye amore – ritroviamoci) / Deine Welt (ist auch meine Welt)
- 1960 – Romantica / Amigo
- 1960 – Unsere Liebe (Soft as the Starlight) / Bis ans Ende der Welt
- 1960 – Mein Herz ist Dein / Domenico
- 1961 – Du bist da / Ein kleiner gold’ner Ring
- 1961 – Er war ein Matrose / Wenn du bei mir bist
- 1962 – Eine Rose aus Santa Monica / Piccolo, kleiner Piccolino
- 1965 – Nur du, du du allein / Die Liebe zu dir

* Coverversion von Ray Petersons The Wonder of You, 1970 von Elvis Presley aufgenommen